# All Evil
All Evil demoalbum je norveškog black metal-sastava Satyricon. Objavljen je 22. lipnja 1992. Jedino je izdanje snimljeno s bubnjarom Exhurtumom i basistom Wargodom.

## Popis pjesama
Tekstovi: Satyr i Lemarchand. 
| 1.    | »All Evil«          | 5:03 |
| 2.    | »This Red Sky«      | 1:45 |
| 3.    | »Dreams of a Satyr« | 4:38 |
| 4.    | »All Evil«          | 0:54 |
| 12:20 |                     |      |

## Zasluge
Satyricon
- Satyr – vokal
- Lemarchand – gitara
- Wargod – bas-gitara
- Exhurtum – bubnjevi